# Termeh

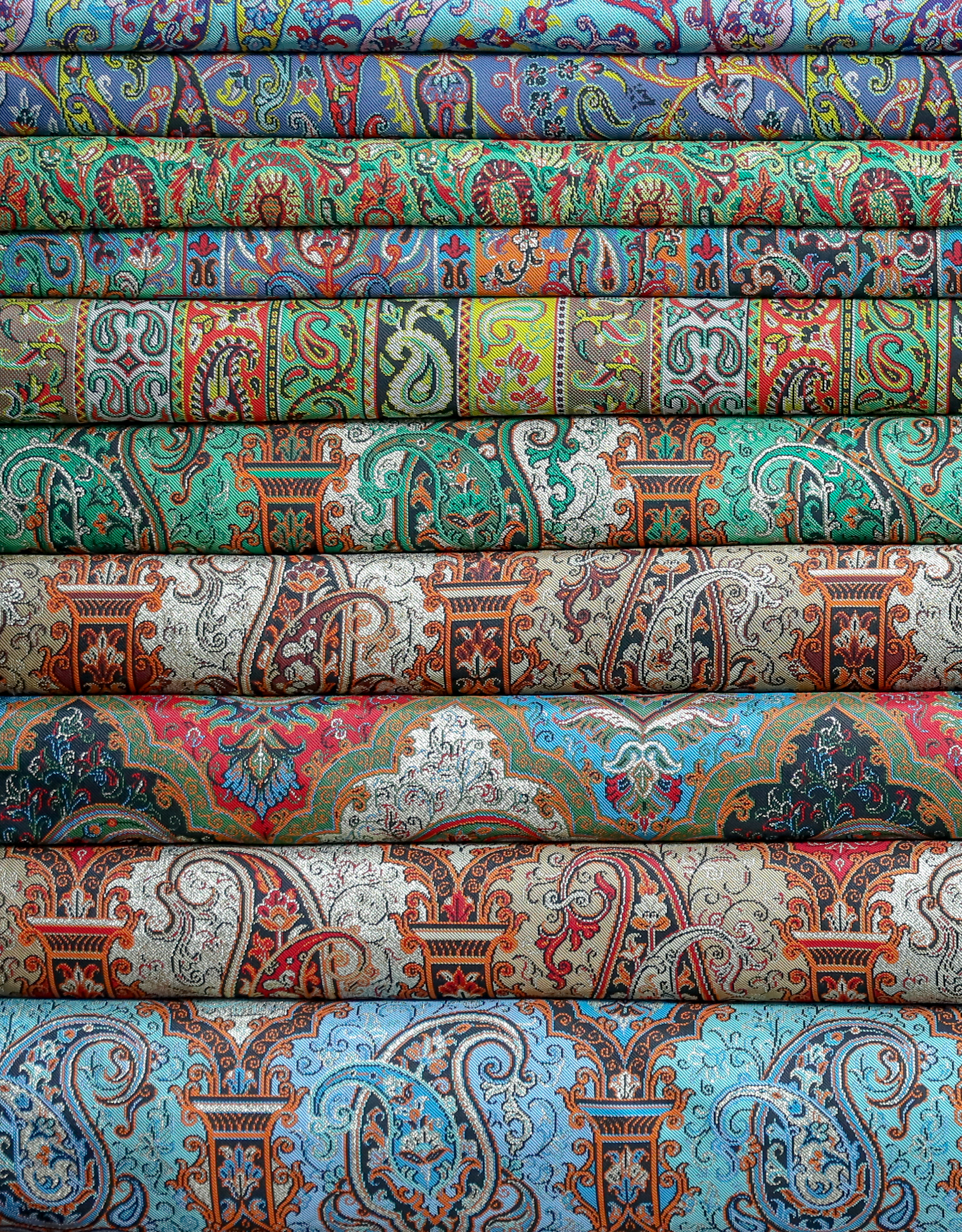
Diversi esempi di termeh

Il termeh (in persiano ترمه‎) è un tipo di tessuto pregiato tradizionale, solitamente prodotto con seta, cashmere o lana, caratterizzato da intricati motivi ornamentali. Viene prodotto in Iran e nel Kashmir, ed è molto ricercato per le sue complesse e raffinate decorazioni.

## Descrizione

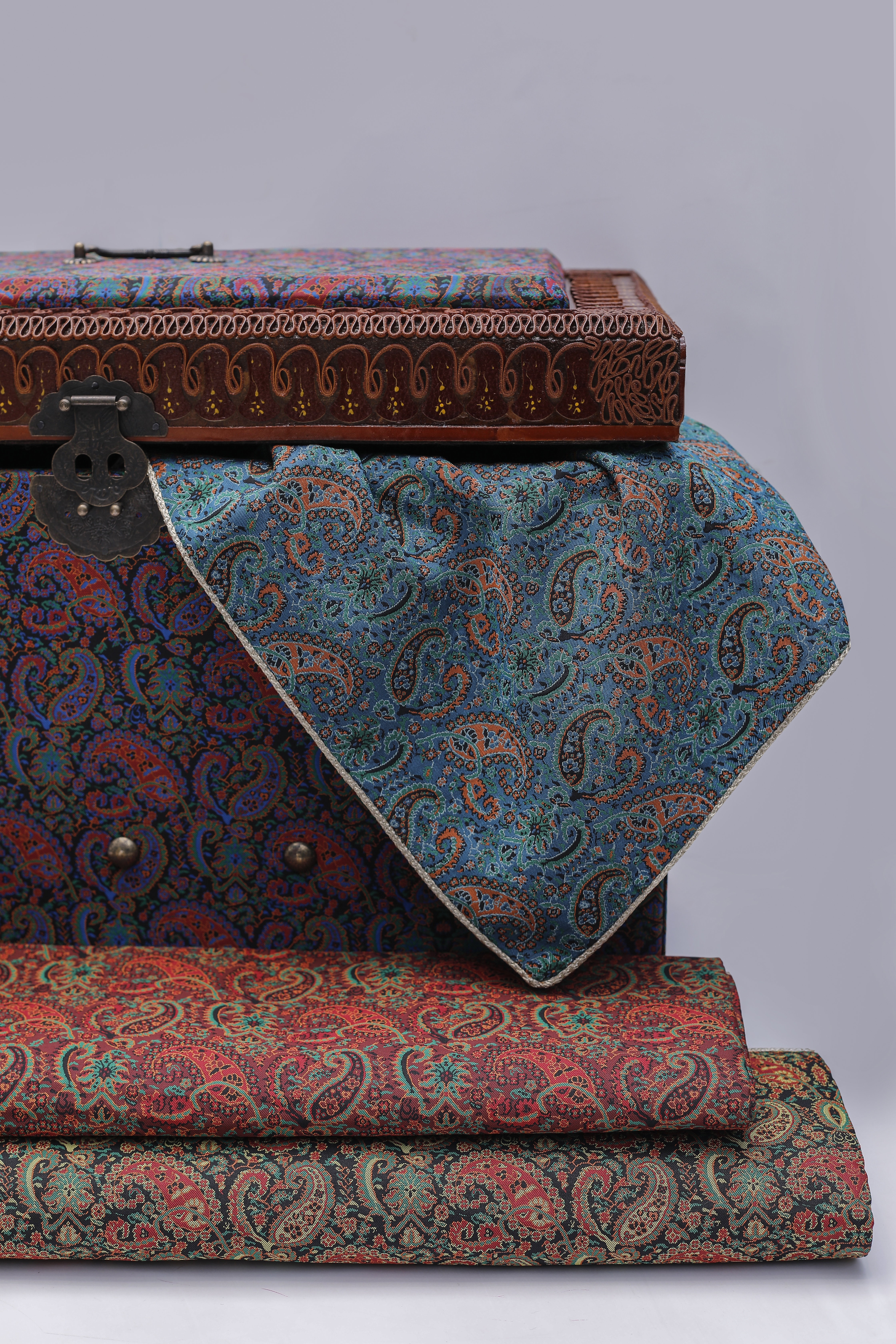
Esempi di termeh con decorazioni paisley

L'esatta origine della parola termeh è incerta, e gli studiosi si dividono fra chi sostiene che la sua produzione abbia avuto inizio in Iran e chi invece in Kashmir. In generale i motivi persiani come il paisley vennero introdotti in India durante il periodo safavide, ed ebbero un'importante influenza sulle decorazioni delle stoffe del Kashmir. In Iran questo tessuto venne prodotto per la prima volta a Kerman, ma la manifattura raggiunse in seguito il suo picco nella città di Yazd. In passato il termeh veniva utilizzato dagli zoroastriani di Yazd per confezionare abiti per i matrimoni o altri indumenti tradizionali. A partire dal principio del XIX secolo alcuni problemi come le tasse elevate e la carenza di materie prime portarono al declino della produzione. Ad ogni modo durante il periodo Qajar rimase una merce prestigiosa e costosa.
I vecchi termeh erano spesso realizzati in lana filata a mano e tinti con coloranti naturali, ed erano relativamente spessi poiché nella loro tessitura venivano utilizzati molti fili. Ogni frammento di Termeh veniva tessuto in sezioni strette e poi cucito insieme con cura da abili artigiani in modo che apparisse un tutt'uno. Alcuni motivi decorativi celebri per il termeh sono il già citato paisley e lo scià ʿAbbāsi. Ognuno di essi aveva un distinto significato e svolgeva un ruolo importante nella cultura e nell'arte iraniana. Durante il periodo Qajar si usava il termeh per vestire re e cortigiani, e veniva persino donato ai governanti stranieri. Inoltre questo tessuto era utilizzato per realizzare cappelli, vesti, mantelli e vestiti da donna.
Con l'introduzione dei telai Jacquard negli anni settanta del XX secolo la produzione artigianale di termeh è gradualmente diminuita, sostituita da quella a macchina. Nel XXI secolo i termeh realizzati in modo industriale sono per lo più fabbricati a Yazd, e sono usati come tessuti pregiati per vari prodotti come tende, tappeti da preghiera e sciarpe, e continua ad occupare un posto speciale in eventi importanti, tra cui matrimoni e funerali, ed è considerato una parte rilevante del patrimonio culturale dell'Iran.